# Діпгольц
Діпгольц (нім. Diepholz) — місто в Німеччині, розташоване в землі Нижня Саксонія. Адміністративний центр району Діпгольц.
Площа — 104,45 км2. Населення становить 17 192 ос. (станом на 31 грудня 2021).